# Beaver Crossing
Beaver Crossing és una població dels Estats Units a l'estat de Nebraska. Segons el cens del 2000 tenia 457 habitants.

## Demografia
Segons el cens del 2000, Beaver Crossing tenia 457 habitants, 184 habitatges, i 126 famílies. La densitat de població era de 267,3 habitants per km².
Dels 184 habitatges en un 31,5% hi vivien nens de menys de 18 anys, en un 57,6% hi vivien parelles casades, en un 7,1% dones solteres, i en un 31% no eren unitats familiars. En el 25% dels habitatges hi vivien persones soles el 12% de les quals corresponia a persones de 65 anys o més que vivien soles. El nombre mitjà de persones vivint en cada habitatge era de 2,48 i el nombre mitjà de persones que vivien en cada família era de 2,99.
Per edats la població es repartia de la següent manera: un 25,6% tenia menys de 18 anys, un 7,4% entre 18 i 24, un 26,3% entre 25 i 44, un 26,9% de 45 a 60 i un 13,8% 65 anys o més.
L'edat mediana era de 41 anys. Per cada 100 dones de 18 o més anys hi havia 91 homes.
La renda mediana per habitatge era de 30.455 $ i la renda mediana per família de 39.464 $. Els homes tenien una renda mediana de 31.250 $ mentre que les dones 18.906 $. La renda per capita de la població era de 14.967 $. Aproximadament el 3,4% de les famílies i el 6,1% de la població estaven per davall del llindar de pobresa.

## Poblacions més properes
El següent diagrama mostra les poblacions més properes.